# Fatāḩ Kandī
Fatāḩ Kandī (persiska: فَتّاح كَندی, فتاح کندی, Fattāḩ Kandī) är en ort i Iran.   Den ligger i provinsen Västazarbaijan, i den nordvästra delen av landet, 700 km nordväst om huvudstaden Teheran. Fatāḩ Kandī ligger 860 meter över havet och antalet invånare är 255.
Terrängen runt Fatāḩ Kandī är platt.Runt Fatāḩ Kandī är det ganska glesbefolkat, med 39 invånare per kvadratkilometer. Närmaste större samhälle är Showţ, 16,5 km sydväst om Fatāḩ Kandī. Trakten runt Fatāḩ Kandī består i huvudsak av gräsmarker.